# Petrarca Calcio a Cinque 2021-2022
La voce raccoglie i dati riguardanti il Petrarca Calcio a Cinque, squadra di calcio a 5 militante in serie A, nelle competizioni ufficiali del 2021-2022.

## Trasferimenti

### Sessione estiva
| Kaká                   | Sandro Abate   |
| Alen Fetić             | Acqua e Sapone |
| Jefferson Gomes Pessoa | Italservice    |
| Guga                   | Cobà           |
| Luan Fiuza             | Cobà           |
| Niccolò Marchese       | Palmanova      |
| Artūr Juchno           | Žalgiris       |

| Marco Boaventura | Manfredonia       |
| Diego Moretti    | Manfredonia       |
| Joselito         | Real San Giuseppe |
| Andrea Vitale    | Regalbuto         |
| Jorge Alba       | Hellas Verona     |
| Jader Fornari    | Fortitudo Pomezia |
| Enzo Paganini    | svincolato        |

## Organico

### Prima squadra
| N° | Naz.                | Ruolo | Sportivo               | Anno       |  |  |
| -- | ------------------- | ----- | ---------------------- | ---------- |  |  |
| 1  | Italia (bandiera)   | POR   | Andrea Bastini         | 12.09.1988 |  |  |
| 7  | Brasile (bandiera)  | LAT   | Fellipe Mello          | 15.08.1987 |  |  |
| 9  | Italia (bandiera)   | PIV   | Niccolò Marchese       | 24.10.1998 |  |  |
| 9  | Italia (bandiera)   | LAT   | Antonio Marzari        | 11.12.2002 |  |  |
| 10 | Slovenia (bandiera) | DIF   | Alen Fetić             | 14.10.1991 |  |  |
| 11 | Brasile (bandiera)  | LAT   | Rafinha Novaes         | 03.06.1988 |  |  |
| 12 | Brasile (bandiera)  | POR   | Luan Fiuza             | 02.08.1998 |  |  |
| 13 | Brasile (bandiera)  | LAT   | Parrel                 | 03.10.1984 |  |  |
| 14 | Italia (bandiera)   | PIV   | Kaká                   | 25.08.1987 |  |  |
| 16 | Lituania (bandiera) | LAT   | Artūr Juchno           | 27.05.1992 |  |  |
| 18 | Italia (bandiera)   | DIF   | Victor Mello           | 03.01.1990 |  |  |
| 20 | Brasile (bandiera)  | LAT   | Guga                   | 03.11.1989 |  |  |
| 21 | Brasile (bandiera)  | POR   | Vincenzo Alves         | 18.01.2002 |  |  |
| 23 | Brasile (bandiera)  | DIF   | Jefferson Gomes Pessoa | 02.07.1989 |  |  |

### Under-19
| N° | Naz.               | Ruolo | Sportivo                | Anno       |  |  |
| -- | ------------------ | ----- | ----------------------- | ---------- |  |  |
| 2  | Italia (bandiera)  | LAT   | Alberto Celotto         | 04.10.2004 |  |  |
| 3  | Italia (bandiera)  | LAT   | Mattia Casagrande       | 16.12.2003 |  |  |
| 3  | Italia (bandiera)  | LAT   | Federico Guerra         | 22.04.2003 |  |  |
| 3  | Italia (bandiera)  | LAT   | Riccardo Romano         | 06.01.2003 |  |  |
| 3  | Italia (bandiera)  | LAT   | Alessandro Visentin     | 02.08.2004 |  |  |
| 3  | Italia (bandiera)  | LAT   | Tommaso Zambon          | 03.11.2003 |  |  |
| 4  | Italia (bandiera)  | LAT   | Francesco De Luca       | 25.10.2003 |  |  |
| 4  | Italia (bandiera)  | LAT   | Umberto De Luca         | 29.04.2005 |  |  |
| 4  | Italia (bandiera)  | LAT   | Pietro Polato           | 22.10.2003 |  |  |
| 5  | Italia (bandiera)  | LAT   | Nicolò Don              | 25.03.2004 |  |  |
| 5  | Italia (bandiera)  | LAT   | Lorenzo Grossi          | 26.03.2003 |  |  |
| 5  | Italia (bandiera)  | LAT   | Giovanni Mazzucato      | 08.04.2005 |  |  |
| 6  | Italia (bandiera)  | LAT   | Ludovico Catelli        | 14.01.2003 |  |  |
| 6  | Italia (bandiera)  | LAT   | Christian Collatuzzo    | 18.06.2005 |  |  |
| 6  | Italia (bandiera)  | LAT   | Lorenzo Galesso         | 30.09.2004 |  |  |
| 16 | Brasile (bandiera) | PIV   | Gabriel Almeida Mucelli | --.--.2004 |  |  |
| 21 | Italia (bandiera)  | LAT   | Francesco Trivellin     | 29.03.2004 |  |  |

## Risultati

### Serie A
|  | Pos. | Squadra  | Pt | G  | V  | N | P | GF | GS | DR  |
|  | ---- | -------- | -- | -- | -- | - | - | -- | -- | --- |
|  | 3.   | Petrarca | 55 | 30 | 16 | 7 | 7 | 97 | 78 | +19 |

### Play-off
Quarto di finale
Andata
| Arbitri: | Daniele Intoppa (Roma 2) Davide De Ninno (Varese) Salvatore Minichini (Ercolano) |
| Crono:   | Vincenzo Sgueglia (Civitavecchia)                                                |

| |           |                                                                                 |
| Calderolli 4'18'’ Trentin 15'36'’, 39'34'’ Bissoni 16'01'’ Selucio 32'55'’, 38'22'’ Schiochet 34'59'’, 37'02'’ | Marcatori | 3'49'’ (aut.) Calderolli 33'08'’ Kaká 33'37'’ (t.l.) F. Mello 38'59'’ Jefferson |

Ritorno
| Arbitri: | Dario Di Nicola (Pescara) Vincenzo Sgueglia (Civitavecchia) Giulio Colombin (Bassano del Grappa) |
| Crono:   | Fabio Pozzobon (Treviso)                                                                         |

|                                                                            |           |                                                                                |
| Rafinha Novaes 17'01'’ V. Mello 22'51'’ Jefferson 28'30'’ F. Mello 37'37'’ | Marcatori | 7'08'’, 17'46'’ Bissoni 11'32'’, 14'29'’ Trentin 18'02'’ Pesk 21'33'’ Luizinho |

### Coppa Italia
Quarto di finale
| Arbitri: | Simone Micciulla (Roma 2) Alex Iannuzzi (Roma 1) Fabiano Maragno (Bologna) |
| Crono:   | Daniele Intoppa (Roma 2)                                                   |

|                                                   |           |  |
| Parrel 26'07'’ Jefferson 38'04'’ V. Mello 39'07'’ | Marcatori |  |

Semifinale
| Arbitri: | Chiara Perona (Biella) Lorenzo Di Guilmi (Vasto) Dario Di Nicola (Pescara) |
| Crono:   | Fabio Pozzobon (Treviso)                                                   |

|                                     |           |                                                             |
| Kaká 15'45'’ Rafinha Novaes 18'40'’ | Marcatori | 3'07'’ (aut.) V. Mello 16'27'’ Bagatini 16'52'’ Caio Junior |